# Zec de la Maison-de-Pierre
La zec de la Maison-de-Pierre est une zone d'exploitation contrôlée (zec) de 800 km2, située dans le territoire non organisé Lac-Douaire, dans la MRC Antoine-Labelle, dans les Laurentides, au Québec, au Canada. Cette zec de 800 km2 a été créée en 1978.

## Géographie
Cette zec est adjacente à la zec Mazana (située au nord), à la zec Boullé située à l'extrême nord-est (leur frontière commune est courte) et le Parc national du Mont-Tremblant du côté est. La rivière Rouge (Laurentides) constitue la limite Est du territoire de la zec de la Maison-de-Pierre.
Le territoire comprend 220 lacs dont les principaux sont: Curières, de la Maison-de-Pierre (situé au centre de la zec), Lanthier (à l'ouest) et Rupert. Les autres lacs sont: À l’Aigle, Adèle, Adrien, Arden, Avon, Banane, Barrette, Beauchamp, Bessons, Bienvenue, Blais, Bonn, Brown, Bruce, Bruno, Buda, Caron, Cassidy, Charest, Charles, Chez-Nous, Chopin, Cinq-Mars, Clabo, Claude, Claudette, Clion, Clos, Conscrit, Corinne, Croche, Daughnut, De la Massue, Dollard, Dreux, Du Chantier, Dufort, Dufrost, Duhaime, Duret, Elgin, Elko, En Cœur, Faradon, Fillion, Foisy, Franchère, François, Fronde, Gaudet, Gilles, Gorion, Hackette, Hatchery, Horace, Inconnu, Jacques, Jean-Paul, Joanne, Joce (Boce), Jocelyne, John, Jules, Kalmar, Kalso, Keepover, Labrosse, Lac du Bouleau Blanc, Lacasse, Lépine, Linda, Lise, Loubias, Lulu, Macaouago, Marcelle, Marco, Marguerite, Médora, Mireille, Mondette, Nicole, Nipper, Offset, Ouimet, Paul, Pegaud, Perrier, Petit-lac de la Maison de Pierre, Petits lacs Verts, Racicot, Raymond, Robertson, Russell, Saint-Laurent, Saul, Séré, Sonoma, Sunset, Tebana, Tern, Thérèse, Trego, Tremblant, Trinité, Vase, Watson et Yvan.
Le premier poste d'accueil de la zec est situé près du lac Russel (au sud-ouest du territoire) et le second est situé près du lac Curières (au sud).

## Protection du territoire
La zec de la Maison-de-Pierre n'est pas une aire protégée reconnu par le gouvernement du Québec, comme pour toutes les autres zecs, l'exploitation forestière et minière y est permis.

## Chasse et pêche
Sur le territoire de la zec, la chasse est contingentée selon les périodes, les types d'engin de chasse, le sexe des bêtes, pour les espèces suivantes : orignal, ours noir, gélinotte, tétras et lièvre.
La pêche est contingentée pour l'omble de fontaine, le touladi, le brochet et le doré.